# Версальська система
Версальсько-Вашингтонська система мирних договорів — світовий порядок, основи якого були встановлені державами-переможцями, головним чином, Великою Британією, Французькою республікою, США і Японською імперією, після закінчення Першої Світової Війни. Основним питанням конференції у Версалі була підготовка мирного договору з Німеччиною. Його було підписано 28 червня 1919 p., у п'яту роковину сараєвського вбивства, у Великому Версальському палаці (Версальський мир).
Версальська система була також розрахована на закріплення післявоєнного переділу світу і спрямована не тільки проти переможених держав, але і проти національно-визвольного руху в колоніях і залежних країнах.
Ця система була досить нестійкою та нетривалою, бо вже в 1930-х рр. відбувалося її руйнування. Незважаючи на лідерство Великобританії та Франції, а також на політичну ізоляцію США, система поступово позбувається європоцентричності й набуває глобальних ознак. Уперше було створено універсального міжнародного актора – Лігу Націй, яка, однак, виявилася неефективною.

## Історичний розвиток
Основу Версальської системи в Європі заклали (див. Паризька мирна конференція 1919—1920):
- Версальський договір (1919)
- Сен-Жерменський мирний договір (1919).

Пізніше система була розвинена такими міжнародними угодами:
- Нейїський мирний договір
- Тріанонський договір
- Севрський мирний договір,
- угодами, прийнятими на Вашингтонській конференції 1921–1922.

## Умови
За Версальським мирним договором з Німеччиною:
- Німеччина визнавалася винною у розв'язанні світової війни;
- Вона втрачала свої колонії, деякі її території передавалися сусіднім державам;
- накладалися військові обмеження та репарації за збитки, завдані країнам Антанти;
- Ельзас та Лотарингія поверталися Французькій республіці, управління Саарською областю передавалося на 15 років Лізі Націй;
- Данциг (Гданськ) було оголошено «вільним містом»;
- Польській республіці поверталася частина територій, загарбаних Німеччиною (Познань, деякі райони Пруссії й Померанії);
- Данії передавався Північний Шлезвіг;
- До Бельгії відійшли округи Ейпен, Мальмеді, Морене.

Порівняно з 1914 p. німецька територія зменшилася на 12,5%. Загальна військова повинність у Німеччині скасовувалася. Її сухопутна армія не повинна була перевищувати 100 тис. чол. й призначалася для підтримки порядку всередині країни. Німеччині заборонялося мати підводний флот, великі надводні кораблі, військову авіацію та важку артилерію. Німецький генштаб розпускався. Німецька територія по лівому березі Рейну та смуга завширшки 50 км по правому — оголошувалася Рейнською демілітаризованою зоною. Загальна сума репарацій була встановлена на Лондонській конференції у 1921 p. й становила 132 млрд золотих марок. Франція мала одержати 52% цієї суми, Велика Британія — 22%, Італія −10%, Бельгія — 8%. З метою гарантії виконання Версальського договору країни Антанти окупували Рейнську зону терміном на 15 років.
Мирні договори з союзниками Німеччини були укладені за зразком Версальського.
Сен-Жерменський мирний договір з Австрією було підписано 10 вересня 1919 р., колишня Австро-Угорська імперія перестала існувати. Частина Південного Тіролю переходила до Королівства Італія, Чехія й Моравія ставали частиною новоутвореної держави Чехословацької республіки, Буковина передавалася Королівству Румунія. Закарпатську Україну було передано до складу Чехословацької республіки. Договором визнавалася незалежність Австрії, але заборонялося її об'єднання з Німеччиною.
Нейїський з Болгарським царством — 27 листопада 1919 р., частина території Болгарії відійшла до Королівства сербів, хорватів і словенців та Королівства Румунія.
Тріанонський з Королівством Угорщина — 4 червня 1920 p. вона відмовлялася від ряду територій та визнавала нові кордони держав у Центральній Європі. Її територія була скорочена утроє, а населення — у 2,5 рази. Угорщина, як і інші союзники Німеччини, сплачувала репарації переможцям.
Севрський з Османською імперією −10 серпня 1920 p. втрачала 80% своєї території на Близькому Сході та у Північній Африці, позбавлялася флоту й могла мати лише 50-тисячну армію.
Версальська система мирних договорів – система міжнародного устрою, встановлена державами-переможницями (гол. чин. Великою Британією, Францією, США і Японією) після Першої світової війни. Ств. на основі Версальського мирного договору 1919 (з Німеччиною) та пов'язаних з ним Сен-Жерменського мирного договору 1919 (з Австрією), Нейїського мирного договору 1919 (з Болгарією), Тріанонського мирного договору 1920 (з Угорщиною), Севрського мирного договору 1920 (з Туреччиною).
Сен-Жерменський мирний договір 1919 констатував розпад Австро-Угорщини і проголошував створення на її тер. республік Австрії, Угорщини, Чехословаччини та Королівства сербів, хорватів і словенців (від жовт. 1929 – Югославія). Колиш. австрійс. провінції – Богемія, Моравія та Сілезія – увійшли до складу Чехословаччини (згодом частину Тешенського р-ну Сілезії було передано Польщі). Держави-переможниці санкціонували також загарбання Польщею Східної Галичини і Зх. Волині, анексію Закарпатської України – Чехословаччиною, Буковини Північної та Бессарабії – Румунією. Від Угорщини до Австрії переходив Бургенланд. Італія одержувала Пд. Тіроль. Договір зобов'язував Австрію в тримісячний термін демобілізувати армію, передати увесь колиш. австро-угор. мор. і річковий дунайський військ. флоти державам-переможницям; їй заборонялося мати військ. авіацію; встановлювалися квоти репарацій; заборонявся аншлюс (приєднання) до Німеччини; Австрія позбавлялася преференцій в Африці й Азії.
Нейїський мирний договір 1919 з Болгарією набрав силу 9 серп. 1920. За ним від Болгарії до Югославії відійшли райони заг. пл. понад 2,5 тис. км 2; Пд. Добруджа залишилась у складі Румунії, Зх. Фракію згодом віддали Греції. На Болгарію накладалася велика контрибуція.
Тріанонський мирний договір 1920 з Угорщиною набув чинності 26 лип. 1921. До Румунії відійшли Трансільванія (істор. обл. на Пн. Румунії) і сх. частина Банату (нині у складі Румунії), до Югославії – Бачка, Хорватія і зх. частина Банату (нині у складі Сербії), до Чехословаччини – Закарпаття, пров. Бургенланд передавалася Австрії, Угорщина відмовлялася від будь-яких прав на порт Фіуме (нині Рієка, Хорватія), визнавала всі новоств. у цьому регіоні д-ви та ін.
Севрський мирний договір 1920 з Туреччиною відокремлював від неї не тільки араб. країни, але й кілька власне турец. територій. В Європі Туреччина втрачала Сх. Фракію і м. Едірне та п-ів Галліпольський, які входили до складу Греції, а також зону проток, що передавалися в міжнар. управління (фактично під контроль Великої Британії). Стамбул залишали Туреччині, але союзні д-ви мали право переглянути це рішення "у тому випадку, коли б Туреччина відхилилася від лояльного додержання постанов даного договору чи додаткових договорів або конвенцій". До Греції відходили також м. Ізмір з прилеглими регіонами, до проектованого в договорі "незалежного Курдистану" – усі сх. вілаєти Анатолії, до Вірменії – велика тер., кордони якої мав визначити президент США. Крім того, згідно з підписаним одночасно у Севрі англо-франко-італ. договором, в Анатолії виділялися франц. та італ. "сфери впливу". На Туреччину накладалися ін. обмеження. Севрський договір був вкрай небезпечним для турец. державності і незалежного існування турец. нації. Сформований в процесі революції в Туреччині нац. уряд Мустафи Кемаля-паші рішуче відкинув Севрський договір; навіть султан відмовився його ратифікувати. Остаточно припинив дію 1923.
Версальський мирний договір 1919 і всі наступні договори, укладені на його основі, зафіксували в Європі нове співвідношення сил, гол. чин. між Великою Британією, Францією, Італією та Німеччиною, заклали численні зони міжнац. конфліктів у країнах Центр. і Пд.-Сх. Європи, створили на зх. кордонах колиш. Російської імперії "санітарний кордон", перешкодили возз'єднанню всіх українських земель в єдиній Українській державі. Угоди, підписані у Вашингтоні 1921–22, зафіксували співвідношення сил д-в на Далекому Сході. в.с.м.в. ще більше загострила міжнар. суперечності. Друга світова війна поклала кінець в.с.м.в.

## Результати
Версальська система мирних договорів закріплювала територіальні зміни, які відбулися в результаті першої світової війни й розпаду Німецької, Османської та Австро-Угорської імперій. Французька республіка здобула перевагу на Європейському континенті. Велика Британія закріпила провідні позиції на Близькому Сході й панування на морі. Контроль над Лігою Націй фактично перейшов до Великої Британії та Французької республіки. США поступово втрачали свій вплив в Лізі Націй.
Зрештою Версальська система не змогла знищити усіх протиріч, а з початком Другої світової війни остаточно розвалилася.